# Synema laticeps
Synema laticeps là một loài nhện trong họ Thomisidae.
Loài này thuộc chi Synema. Synema laticeps được Maria Dahl miêu tả năm 1907.